# Champigny-sur-Aube

Champigny-sur-Aube este o comună în departamentul Aube din nord-estul Franței. În 1 ianuarie 2022 avea o populație de 95 de locuitori.